# سپرزداروی سیاه
اسپلنیوم ادیانتوم-نیگروم (نام علمی: Asplenium adiantum-nigrum) نام یک گونه از تیره سپرزدارویان است.